# Stede Bonnet
Stede Bonnet (Bridgetown, 1688 – Charles Town, 10 de dezembro de 1718), foi um pirata barbadiano do século XVIII, também conhecido como "O Pirata Cavalheiro". É lembrado, entre outras coisas, pelo fato de ter sido parceiro do famoso pirata Barba Negra.

## História
Nascido na cidade de Bridgetown, em Barbados, Bonnet foi privilegiado por uma educação liberal quando era jovem, propiciada por sua família aristocrata. Mais tarde, casou-se com Mary Allamby em sua cidade natal e com ela teve seus três filhos. Foi dono de uma terra de médio porte no sudoeste de Bridgetown, com cerca de 400 acres e, talvez por essa razão, tornou-se parte da milícia de Barbados. Segundo Charles Johnson, em seu livro A General History of the Pyrates (Uma história geral dos piratas), Stede Bonnet "teve a última Tentação de qualquer homem de seguir tal curso de vida, considerando as condições de suas circunstâncias".
Ainda assim, por razões não muito bem esclarecidas, Stede Bonnet viria a abandonar sua família e sua terra natal e ingressar na vida de pirata, que o acompanharia até sua morte. Stede comprou uma chalupa e a nomeou Revenge, carregando-a com dez canhões e recrutando cerca de 70 pessoas para serem sua tripulação. Feito isso, Bonnet foi ao oceano, ainda que não tivesse nenhuma experiência como capitão de um barco.
Inicialmente, os ataques de Stede Bonnet foram relativamente bem, e ele e sua tripulação conseguiram pilhar cerca de dezoito pequenos barcos comerciais, obtendo deles roupas, provisões, dinheiro e munições. Apesar disso, em setembro de 1717, enquanto Bonnet rumava para uma pequena ilha, reduto de piratas, deparou-se com um Man-of-War (um tipo de navio de guerra de grande porte) espanhol. O Revenge escapou com graves perdas, tanto em relação à sua estrutura, como à sua tripulação, esta última sendo reduzida pela metade.
Após o encontro desastroso, o Revenge rumou para Nassau, e lá Stede Bonnet reparou o barco e tripulou-o novamente.
Em Nassau conheceu Barba Negra. Ora, Stede Bonnet carecia de experiência, e sua tripulação não o respeitava tanto quanto o faria se ele fosse um bom marinheiro. Por essa razão, a própria tripulação de Bonnet o colocou de lado ainda que fosse o dono do Revenge. Capitão Richards foi posto em comando do barco.
Barba Negra e o Pirata Cavalheiro saíram de Nassau e começaram uma onda de pilhagem pelas regiões do Caribe e ao Sudeste do que viria a se tornar os Estados Unidos da América. Estima-se que eles juntos pilharam, somente na parte norte da baía de Delaware, onze barcos. Foi nessa época que Barba Negra apossou-se do barco Concorde, renomeando-o de Queen Anne's Revenge. Bonnet, porém, não tomava parte nesses ataques, e muito menos nas decisões de qual seria o próximo rumo a ser tomado. Capitão Codd, um dos capitães cujo barco mercante havia sido tomado em Outubro de 1717 disse "Bonnet ficava andando no convés de camisola, sequer dando ordens". Charles Johnson diz em seu livro que, durante esse tempo, Bonnet, que não possuía quase nenhuma autoridade sobre os tripulantes de seu barco, sentia-se melancólico, e às vezes "revelava a alguns dos tripulantes que poderia alegremente abandonar totalmente aquele estilo de vida, por estar cansado dele."
Pouco tempo depois, ambos viajaram para Bath, capital da Carolina do Norte na época. Chegando lá, os dois aceitaram o perdão do Governador, Charles Eden. Nesse mesmo lugar, Barba Negra e Stede Bonnet se separaram, sendo que este permaneceu na cidade para conseguir uma permissão para ir até St. Thomas onde tentaria ganhar uma carta de corso e lutar contra os espanhóis em nome dos ingleses, uma vez que nessa época "explodia a guerra entre os Três Aliados e a Espanha".
Barba Negra, porém, ao sair da cidade, roubara do Revenge grande parte de suas provisões e levara consigo uma parte dos marinheiros que, desertando do comando de Bonnet, seguiram o famoso pirata. Após reassumir o comando do Revenge, Stede Bonnet teve de resgatar dezessete marinheiros que Barba Negra havia exilado em uma pequena ilha nas proximidades, e com eles, reforçar a tripulação do barco.
Tentado a retornar a sua carreira de pirata por não ter suprimentos e, estando sua ida à St. Thomas impedida por causa da temporada de um ciclone tropical, mas, por outro lado, não querendo perder o perdão concedido por Charles Eden, Bonnet adotou o pseudômio de "Capitão Thomas" e mudou o nome do barco Revenge para Royal James. Manteve-se, então, pilhando barcos e roubando-lhes suas provisões.
Após ter atacado uma série de barcos mercantes e ter viajado de, rumores de que Bonnet estava no Cape Fear River chegaram aos ouvidos do Governador da Carolina do Sul, que enviou Coronel William Rhett em seu encalço, mesmo este rio pertencendo à jurisdição da Carolina do Norte.
Iniciou-se uma batalha relativamente longa entre as três embarcações de Bonnet e as duas de Rhett. Ainda que com mais embarcações, Bonnet tinha menos homens e, em conseqüência disso, suas tropas acabaram se rendendo a Rhett, que prendeu os piratas e levou-se para Charleston, em 3 de Outubro daquele ano.
Stede Bonnet foi preso e mantido na casa do Marechal. Ainda assim, possivelmente por corrupção ou por falta de cuidado, ele e mais um companheiro, David Herriott, conseguiram fugir do cárcere em 24 de Outubro. A reação súbita do Governador foi colocar uma recompensa de 700 Libras sobre a cabeça de Bonnet. A fuga repercutiu em vários rumores por toda a região, e alguns até mesmo diziam que o Pirata Cavalheiro iria fazer uma nova companhia e se vingar, de alguma forma, na cidade. Porém, Stede Bonnet foi logo recapturado, e julgado por Sir Nicholas Trott. Este, por sua vez, já havia condenado grande parte dos piratas de Bonnet à morte. Com Stede Bonnet não foi diferente, e ele foi enforcado em White Point, Charleston, em 10 de Dezembro de 1718.

## Adaptações fictícias
A história de Stede Bonnet é adaptada na série fictícia Nossa Bandeira é a Morte, da HBO Max. Essa versão do pirata é interpretada pelo ator e comediante Rhys Darby. Vários pontos centrais da vida de Stede são contados, com liberdade criativa, no decorrer da trama, desde sua infância, passando por seu casamento com Mary Allamby, até chegar em sua vida na pirataria. No seriado, a relação de Stede com o notório pirata Barba Negra é representada como um romance.